# 阿部雅英
阿部 雅英（あべ まさひで、1963年8月25日 - ）は、日本の実業家、馬主。
不動産賃貸業を手がける株式会社アベキャピタルの代表取締役を務めるほか、祖父・雅信、父・雅一郎から親子三代に渡って続く冠名「ヒシ」の競走馬の馬主として知られる。

## 経歴・人物
1963年、東京都江東区で阿部雅一郎の長男として生まれる。雅一郎と同じく慶應義塾大学を卒業し、三和銀行（現・三菱UFJ銀行）に勤めたあと、父の跡を継ぎ阿部木材工業の代表取締役に就任。
趣味はワイン、ゴルフ、クラシックカーでのドライブ。

## 馬主活動と所有馬

阿部の勝負服

祖父、父から三代に渡る日本中央競馬会（JRA）に登録する馬主としても知られる。勝負服の柄は白、青二本輪、冠名には会社の屋号より「ヒシ」を用いるが、これらも父から受け継いできたものである。
自身が銀行の駐在員としてアメリカ合衆国に滞在していた時期に、父の雅一郎が米国のセリに参加するために渡米、そのセリに同行した時に、馬主になろうと思いはじめたという。その後、ヒシミラクルが2002年の菊花賞などを制し活躍を見せた頃から、特に意識が強くなっていたと語っている。
馬主としての方針として、一族の悲願であるダービー制覇を果たすため、1世代3頭、少数精鋭の体制に拘っている。セレクトセールでは、活躍馬の多いノーザンファームの生産馬を多く購入している。

### 主な所有馬
- ヒシイグアス（2021年中山金杯、中山記念、香港カップ2着、2022年宝塚記念2着、2023年中山記念）